# Tjekkiets U/21-fodboldlandshold
Tjekkiets U/21-fodboldlandshold består af tjekkiske fodboldspillere, som er under 21 år og administreres af Českomoravský fotbalový svaz.

## EM 2011
Tjekkiet kvalificerede sig til EM 2011 i Danmark efter at have elimineret blandt andet Tyskland i kvalifikationsgruppen og Grækenland i den afgørende playoffrunde med samlet 5-0.
I gruppespillet mødte tjekkerne Ukraine, Spanien og England, hvor de blev toer i gruppen og gik videre til semifinalen, hvor de tabte til Schweiz. De tabte efterfølgende OL-kvalifikationskampen mod Hviderusland med 1-0 på Aalborg Stadion.
Under turneringen havde holdet base på Golf Hotel Viborg, og de benyttede Bjerringbro IFs baner som træningsanlæg.